# Блаускоугабіггд
Блаускоугабіггд (ісл. Bláskógabyggð, код ISO: IS-BLA) — муніципалітет, розташований на південному заході Ісландії у регіоні Судурланд на захід від річки Квітау. На півдні межує з муніципалітетом Ґрімснес-о-Ґрапнінгсгреппюр, на заході — з муніципалітетом Моссфедльсбайр. 
Муніципалітет належить до Південного виборчого округа Ісландії. Найбільшими поселеннями є Рейкгольт (260 мешканців), Лаугараус (121 мешканець) та Лаугарватн (192 мешканці).

## Історія
Муніципалітет був утворений у 2002 році у результаті злиття громад Лаугардальсгреппюр (ісл. Laugardalshreppur), Біскупстунгнагреппюр (ісл. Biskupstungnahreppur) та Тінгватлагреппюр (ісл. Þingvallahreppur). Для назви нового муніципалітету було взято назву лісів біля Тінгветліра — Bláskógar, що буквально означає «сині ліси»; ця назва пов’язана із тим, що в цих лісах є багато вулканічних тріщин і розломів, наповнених водою яскраво-блакитного кольору.

## Географія
На території муніципалітету Блаускоугабіггд частково розташовані озера Тінгватлаватн, Апаватн та Лаугарватн. На півночі Блаускоугабіггда знаходиться льодовик Лаунгйокудль, а на південний схід від цього льодовика розташовані озера Гаґаватн, Сандватн та Квітаурватн, з якого витікає річка Квітау. У північно-східній частині муніципалітету знаходиться льдовик Гофсйокутль. На заході муніципалітету, де той межує із муніципалітетами Кйоусаргреппюр та Хвалф'ярдарсвейт, дещо на схід від вулканічного щита Ск'ялдбрейдур, розташована гора Ботнссулур.
На сході муніципалітету знаходиться найбільший водоспад країни Ґульфосс, який є частиною туристичного маршруту Золоте кільце Ісландії. До нього входить і розташована у підніжжі гори Лаугарф'ятль долина Гейкадалур, яка є геотермальним регіоном і має численні гейзери (найвідомішими з яких є Гейсір та Строккюр). Дещо східніше також знаходиться гора Блауфетль.

## Пам'ятки
В муніципалітеті знаходиться багато визначних пам'яток країни: однією з найвідоміших є національний парк Тінгветлір, у якому збирався Альтинг з 930 по 1798 роки. 
В озері Лаугарватн є гідротермальні джерела, завдяки чому воно є популярним місцем для купання протягом цілого року.
Ще однією визначною пам'яткою історії Ісландії є розташований у муніципалітеті колишній єпископський престол Скаульгольт, який свого часу був столицею країни. З тих пір, як у 1056 році Іслейвур Гіссурарсон став першим єпископом Ісландії, у Скаульгольті розташовувався кафедральний собор.

## Галерея

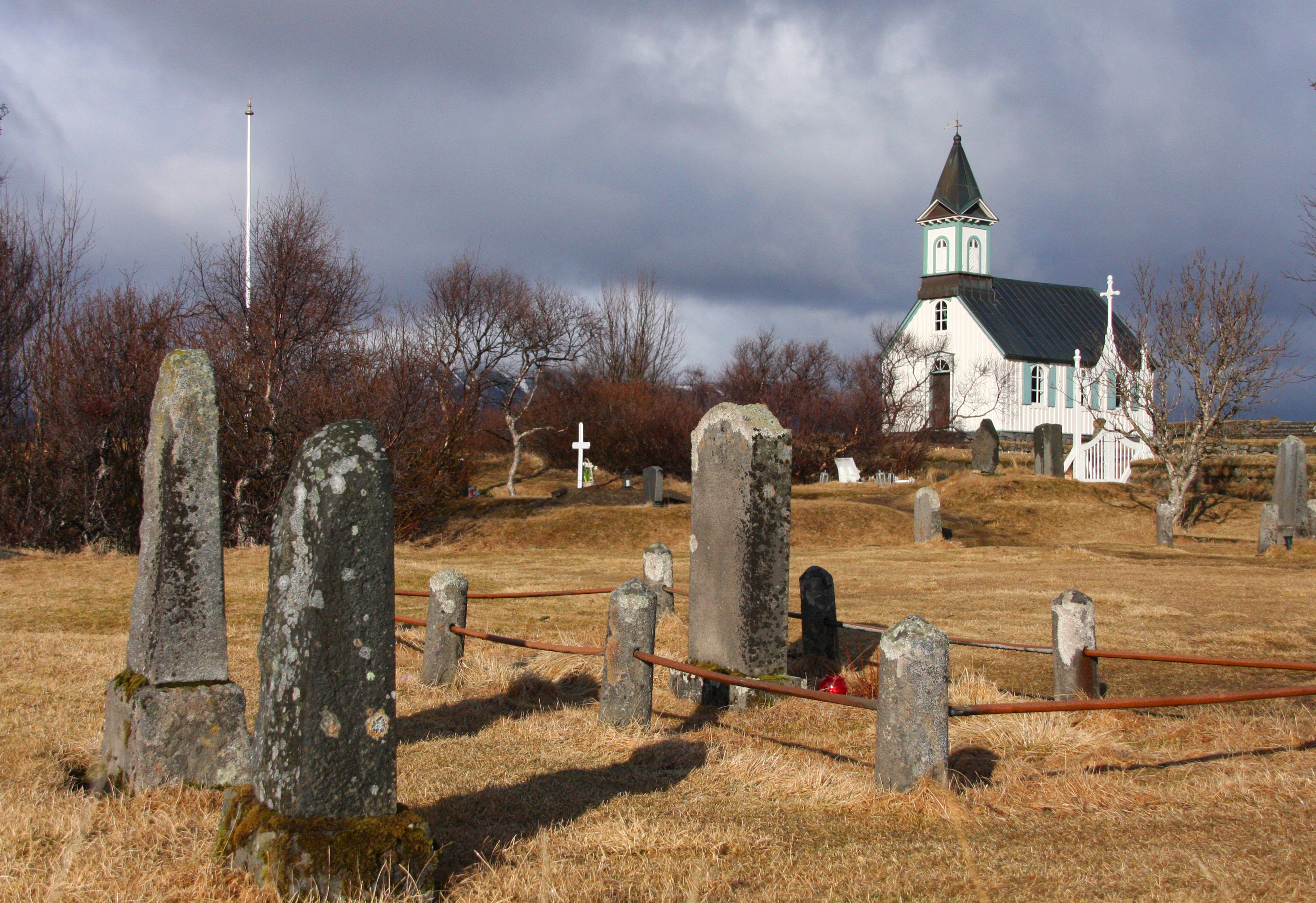
Церква у національному парку Тінгветлір
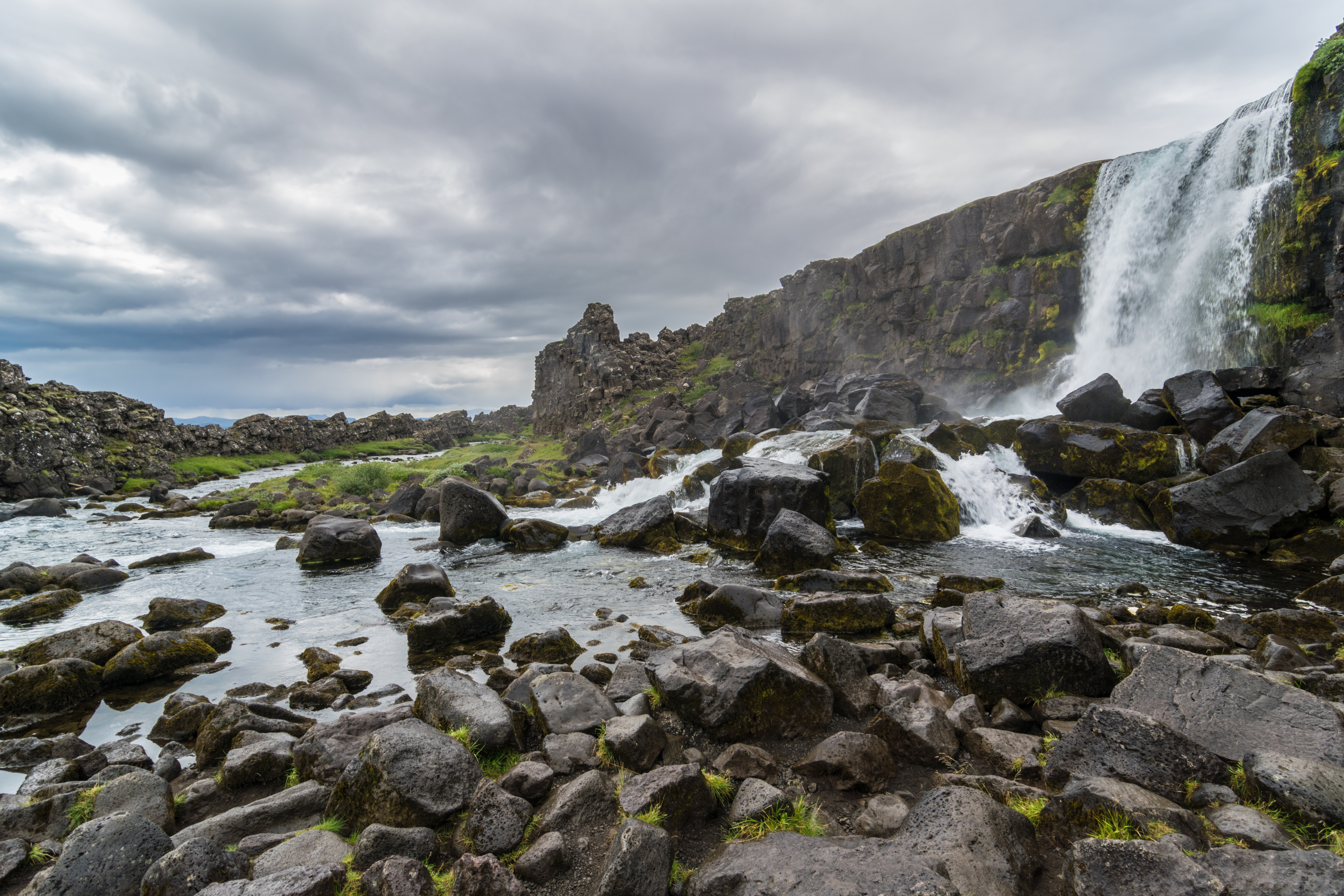
Національний парк Тінгветлір
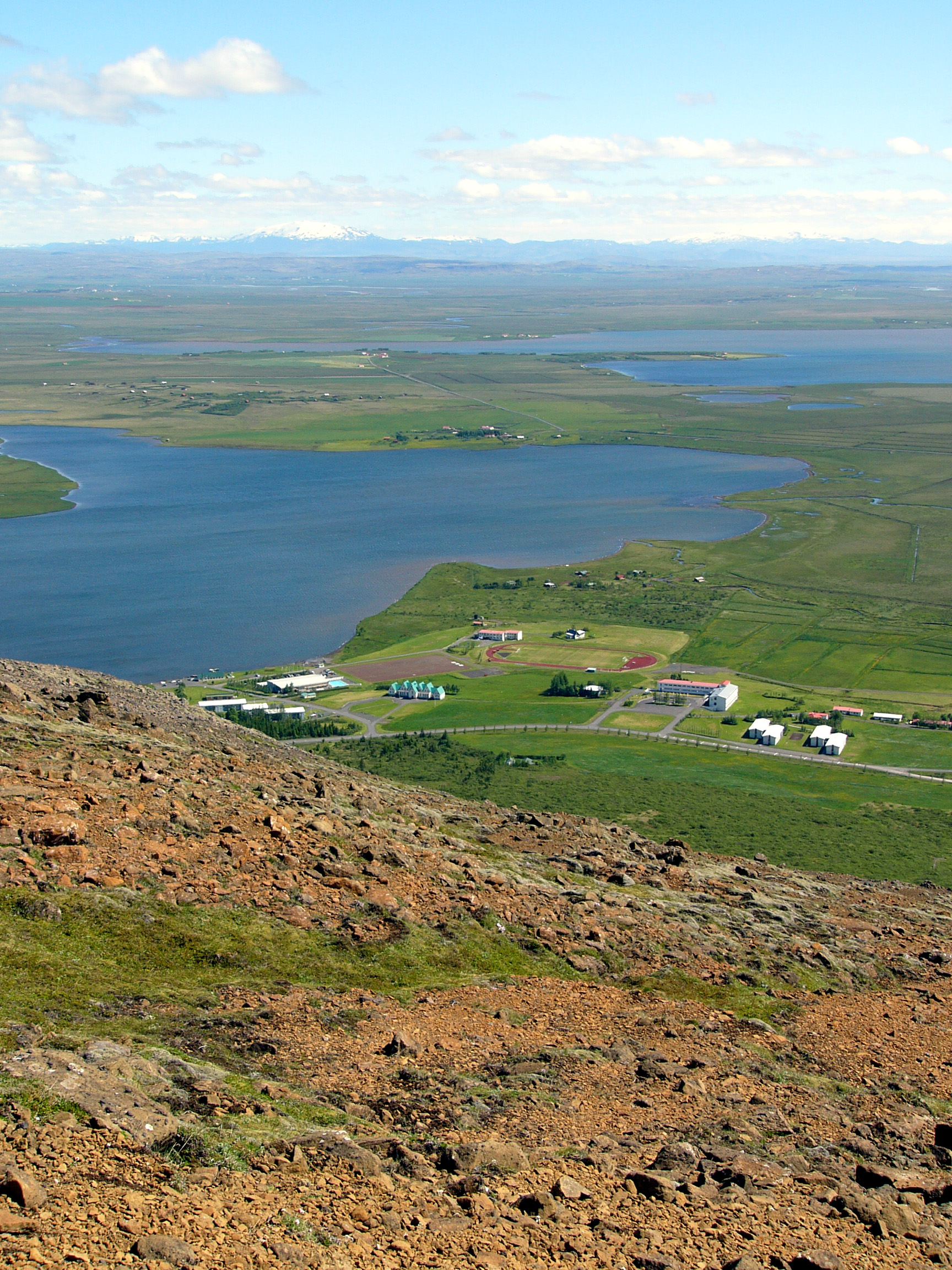
Лаугарватн
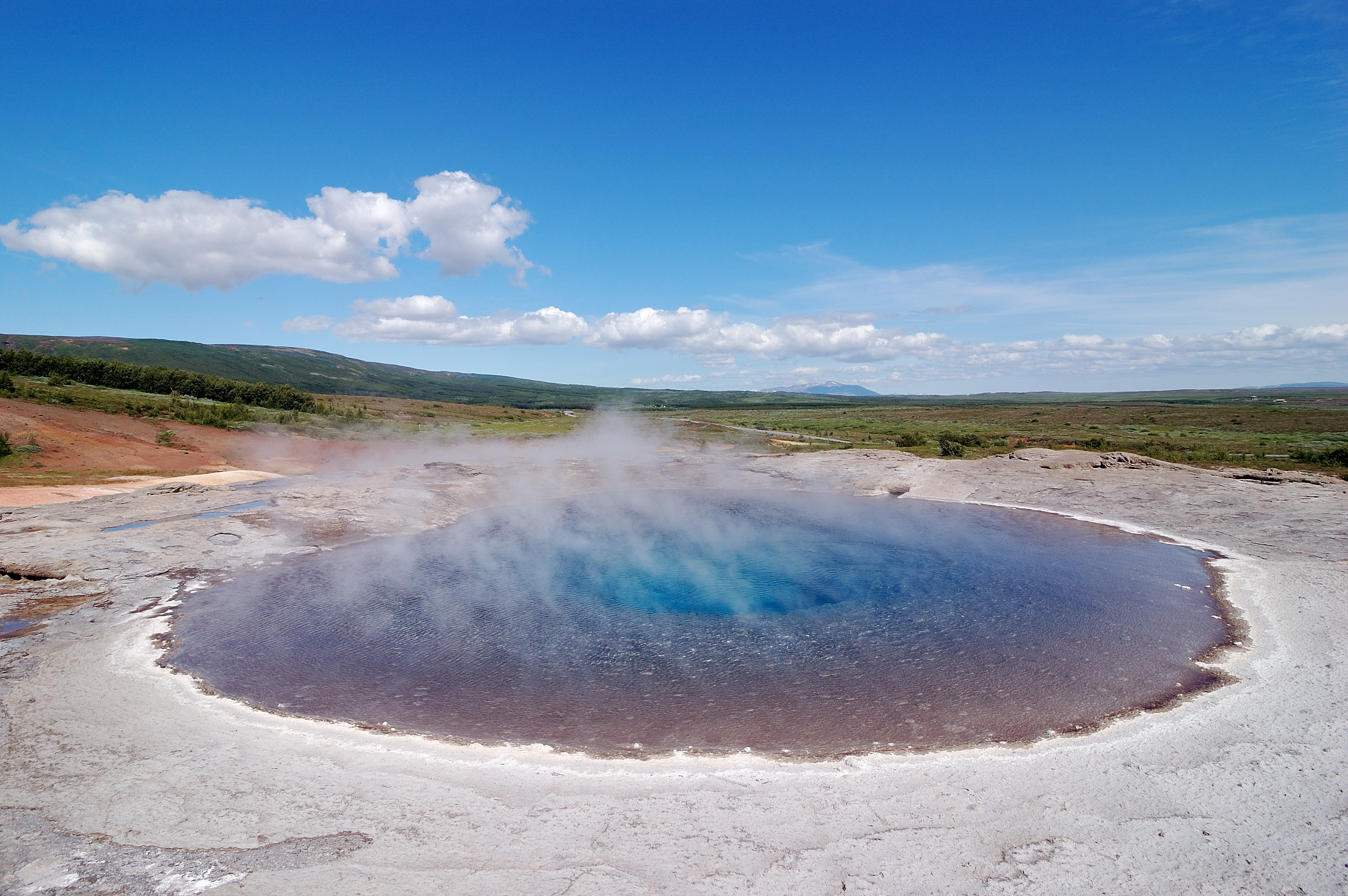
Гейзер Гейсір, розташований у долині Гейкадалур